# Directeur général délégué
Pour les articles homonymes, voir DGD.
En France, le directeur général délégué (DGD) est celui qui assiste le directeur général (DG) dans la direction d'une société anonyme. Comme pour la nomination du DG, la nomination d'un ou de plusieurs directeurs généraux délégués est du ressort du conseil d'administration, nomination soumises à formalités et publicité.

## Fonctions
Le directeur général délégué est un mandataire social disposant de la faculté de représenter légalement la société. Il se distingue des directeurs techniques qui sont des salariés chargés d’effectuer des tâches spécifiques dans la société. On trouve ainsi dans certaines sociétés le directeur financier, le directeur juridique, le directeur comptable, le directeur de la production etc. Le directeur général délégué a actuellement un statut qui était  celui du directeur général dans la loi n°17-95 relative aux sociétés anonymes.

## Choix
Au cours de la constitution de la société anonyme, il résulte des dispositions du Code de commerce  que la direction générale de la société peut-être assumée soit :
- par le président du conseil d'administration ;
- par une autre personne physique nommée par le conseil d'administration et portant le titre de directeur général.

Il incombe aux administrateurs - et non aux actionnaires - de choisir collégialement quel type de système organisera la direction générale de la société. C'est aux statuts qu'il appartient de définir les conditions dans lesquelles le conseil d'administration se prononce (en définissant notamment les conditions de majorité).
Les tiers doivent par la suite être informés de cette décision via l'insertion dans un journal d'annonces légales situé dans le département du siège social de l'extrait du procès-verbal contenant la décision du conseil d'administration .
Cet extrait doit ensuite faire l'objet d'un dépôt conformément aux dispositions en vigueur, c'est-à-dire via l'envoi d'un exemplaire au greffe du tribunal de commerce dans le délai d'un mois à compter de la date du procès-verbal. Ce document doit être accompagné d'un exemplaire mis à jour des statuts établis sur papier libre et certifié conforme par le représentant légal ou par toute personne habilitée par les textes régissant la forme de la société en cause à effectuer cette certification.
Lorsque les administrateurs optent pour le choix d'un président du conseil d'administration assumant les fonctions de directeur général, sa nomination doit s'organiser conformément à la procédure prévue pour la nomination de tout président de conseil d'administration.
Si le conseil choisit d'opter pour la nomination d'un directeur général, il convient alors de respecter une procédure de nomination.

## Procédure de nomination
Il est également possible, mais non obligatoire, d'assister le directeur général via la nomination d'un ou plusieurs directeurs généraux délégués. Cette procédure suit deux étapes : le directeur général, et lui seul, propose au conseil d'administration la nomination de la personne de son choix ; les membres du conseil d'administration votent sur cette proposition et procèdent ou non à la nomination.
Le conseil d'administration ou son président ne peuvent pas proposer la nomination, ce pouvoir relevant uniquement de la compétence du directeur général. Le conseil vote alors sur cette proposition dans les conditions de vote habituelles.
Le directeur général délégué doit obligatoirement être une personne physique. Il est permis de choisir un administrateur ou une personne initialement étrangère à la société, mais il est impossible de nommer au poste de directeur général délégué le président du conseil d'administration.

## Publicité des nominations
La nomination du directeur général ou du directeur général délégué est soumise aux mêmes formalités que les formalités de publicité d'une nomination ou d'une cessation de fonctions d'un dirigeant de société anonyme. Une publicité aux annonces légales doit être réalisée ainsi que les formalités au greffe du tribunal de commerce compétent (RCS). 